# Ischnoptera argentina
Ischnoptera argentina es una especie de cucaracha del género Ischnoptera, familia Ectobiidae. Fue descrita científicamente por Hebard en 1921.
Habita en Paraguay, Argentina y Bolivia.